# La Gonterie-Boulouneix
La Gonterie-Boulouneix, okzitanisch La Gontariá e Bolonés, ist eine frühere französische Gemeinde mit 228 Einwohnern (Stand 1. Januar 2022) im Nordwesten des Départements Dordogne in der Region Nouvelle-Aquitaine. Sie gehört zum Kanton Brantôme en Périgord im Arrondissement Nontron und bildet ab dem 1. Januar 2019 eine Commune déléguée innerhalb der Gemeinde Brantôme en Périgord. Zuständiger Gemeindeverband ist die Communauté de communes Dronne et Belle. Die Einwohner werden als Gontariaux bezeichnet.

## Etymologie
Die Ortsbezeichnung La Gonterie-Boulouneix ist ein Doppelname, der sich aus La Gonterie und Boulouneix zusammensetzt. La Gonterie ist ein Eigenname, der sich auf das Anwesen des Gontier bezieht, ein in der Region wohlbekanntes Patronym. Bolouneix leitet sich ab vom lateinischen Adjektiv Bolonensis, d. h. zum Fluss Bolon (in Okzitanisch) bzw. Boulou gehörig.

## Geographie

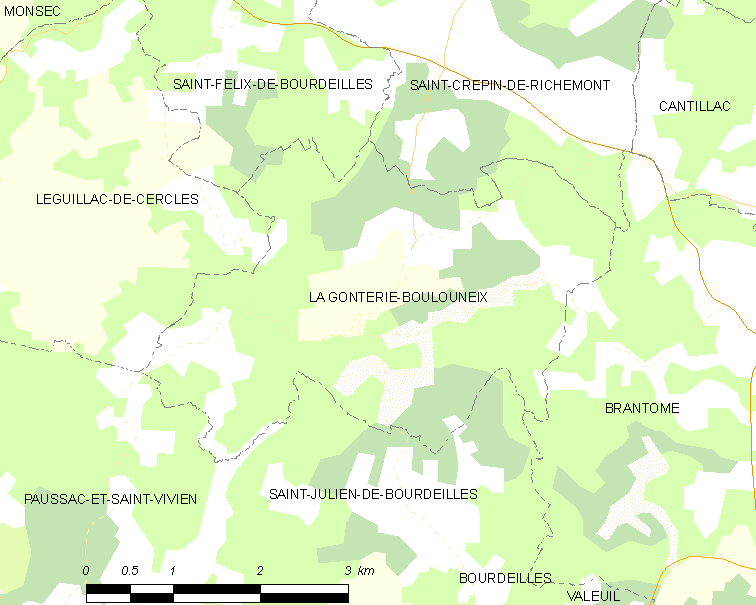
Lagekarte von La Gonterie-Boulouneix

Der Ortskern von La Gonterie befindet sich fünf Kilometer nordwestlich von Brantôme und 17 Kilometer südsüdwestlich von Nontron (Luftlinie).
Umgeben wird La Gonterie-Boulouneix von den Nachbargemeinden und delegierten Gemeinden:
| Saint-Félix-de-Bourdeilles                                            | Saint-Crépin-de-Richemont (Commune déléguée) innerhalb Brantôme en Périgord   |                                         |
| Léguillac-de-Cercles (Commune déléguée) innerhalb Mareuil en Périgord | Kompassrose, die auf Nachbargemeinden zeigt                                   | Brantôme en Périgord (Commune déléguée) |
| Paussac-et-Saint-Vivien                                               | Saint-Julien-de-Bourdeilles (Commune déléguée) innerhalb Brantôme en Périgord | Brantôme en Périgord (Commune déléguée) |

La Gonterie-Boulouneix besteht aus drei etwas größeren, ehemals unabhängigen Ortsteilen: Belaygue, Boulouneix und La Gonterie. Hinzu kommen die folgenden Geländepunkte, Weiler und Einzelhöfe:
Champat, Champèbre, Champtonie, Chazeau, Chenoles, Chez Jaumelet, Garelias, L'Étang, La Chataignade, La Combardie, La Grave, La Nègrerie, La Plagne, La Suchonie, La Sudrie oder Les Sudries, La Tabaterie, Landrivie, Le(s) Bernard(s), Le Clos du Pont, Le Couderc bzw. Le Coudert, Le Haut-Palange, Le Maine, Le Terme Rouge, Leforesterie, Les Boutétias, Les Marquisats (oder nur Marquisat), Maison-neuve, Malet und Palange.
Der orographisch tiefste Punkt von La Gonterie-Boulouneix liegt auf 100 Meter über dem Meer am Zusammenfluss des Boulous mit dem Belaygue im äußersten Südwesten. Der höchste Punkt erreicht 202 Meter bei Champat am Nordostende. Die absolute Höhendifferenz in der Commune déléguée beträgt somit 102 Meter, die durchschnittliche Meerhöhe beträgt 151 Meter. Das Rathaus der Commune déléguée befindet sich auf 183 Meter.
La Gonterie-Boulouneix liegt am Rand des Regionalen Naturparks Périgord-Limousin.

### Verkehrsanbindung
Verkehrsmäßig wird das Gebiet der Commune déléguée von keiner größeren Straße gekreuzt. Der Ortskern von La Gonterie wird über eine Kommunalstraße mit der weiter nordöstlich verlaufenden D 939 von Brantôme nach Mareuil verbunden, er befindet sich etwa 2 Kilometer von dieser Hauptverkehrsachse entfernt. Der Ortskern entsendet mehrere Kommunalstraßen. Einmal in Südwest-Richtung hinunter nach Boulouneix und weiter nach La Nègrerie. Von hier geht es entweder weiter nach Léguillac-de-Cercles im Nordwesten oder nach Paussac-et-Saint-Vivien im Westen. Von Boulouneix aus gibt es einen Abzweig ins Belaygue-Tal, von dem aus Saint-Julien-de-Bourdeilles im Süden erreicht werden kann. Vom Ortskern führt nach Südosten ebenfalls ein Abstecher hinunter ins Belaygue-Tal. Über den Ort Belaygue besteht sodann eine Verbindung mit Brantôme im Südosten. In östlicher Richtung verlässt schließlich eine Kommunalstraße den Ortskern, um erneut an die D 939 anzubinden.

### Fernwanderweg
Durch den Süden der Commune déléguée verläuft der von Brantôme herüberkommende Fernwanderweg GR 36 von Périgueux nach Angoulême.

## Hydrographie
Das Gebiet der Commune déléguée wird vom Boulou und seinem linken Nebenfluss, dem Belaygue in südwestlicher Richtung entwässert. Der Boulou stellt mehrmals die Nordwestbegrenzung von La Gonterie-Boulouneix dar. Der Belaygue durchzieht von Nordosten kommend den gleichnamigen Ortsteil Belaygue und fließt anschließend nur unweit südlich von Boulouneix vorbei. Die beiden Wasserläufe vereinigen sich schließlich in der äußersten Südwestecke des Gemeindegebietes.
Der Boulou und seine Nebenarme gehören zum Flusssystem Isle-Dronne.

## Geologie

Geologische Karte von Brantôme en Périgord. La Gonterie-Boulouneix befindet sich am zentralen Westrand.

Die Commune déléguée La Gonterie-Boulouneix wird vollständig von flach liegenden Sedimenten des nordöstlichen Aquitanischen Beckens unterlagert.

### Schichtenfolge
Die Oberkreidesedimente beginnen mit dem Oberturon (Angoumien – Formation c3c), das im Bouloutal bei Marquisat im Norden zu Tage tritt. Darüber legt sich Coniacium (Formation c4), das flächenmäßig den größten Anteil stellt. Das Coniacium bildet im Bouloutal Steilwände mit mehreren Höhlen und Abris (Höhle von La Sudrie, Abris von La Nègrerie und La Tabaterie). Die Höhenlagen um La Gonterie bestehen bereits aus unterem Santonium (Formation c5a).

### Lockersedimente
Die Oberkreidesedimente werden in einigen Hochlagen teils von kolluvialem und alluvialem Detritus des Pleistozäns überdeckt. Bei Chez Jaumelet beispielsweise liegt alluvialer Detritus (Formation Fs) in Hochlage über Kolluvium (Formation AC). Ganz ähnlich auch bei Leforesterie, die Unterlage besteht hier aber aus der gröberklastischen Formation ACF. Spätpleistozäner Hangschutt aus zerbrochenen Kreidekalken (Formation GP) unterlagert den Ortskern und seine nördliche Hanglage. Ein vergleichbares Vorkommen wird gerade noch südlich von La Plagne berührt. Die Talungen von Boulou und Belaygue werden von holozänem Alluvium ausgefüllt (Formation K).

### Tektonik
Zwischen Marquisat, Beleyme und Belaygue kreuzt eine von Monsec herüberkommende Störung die Commune déléguée in Nordwest-Südost-Richtung. Die Störung ist eine Verlängerung der Mareuil-Antiklinale. Sie ist nicht offen einzusehen, macht sich aber durch ein Streuen der Einfallswerte bemerkbar, die hier zum Teil recht stark vom generellen Einfallen 6° nach Südwest abweichen.

## Ökologie

### Schutzgebiete
La Gonterie-Boulouneix weist zwei Schutzgebiete (ZNIEFF – Französisch zone naturelle d'intérêt écologique, faunistique et floristique) auf.

#### Schutzgebiet des Typus 1

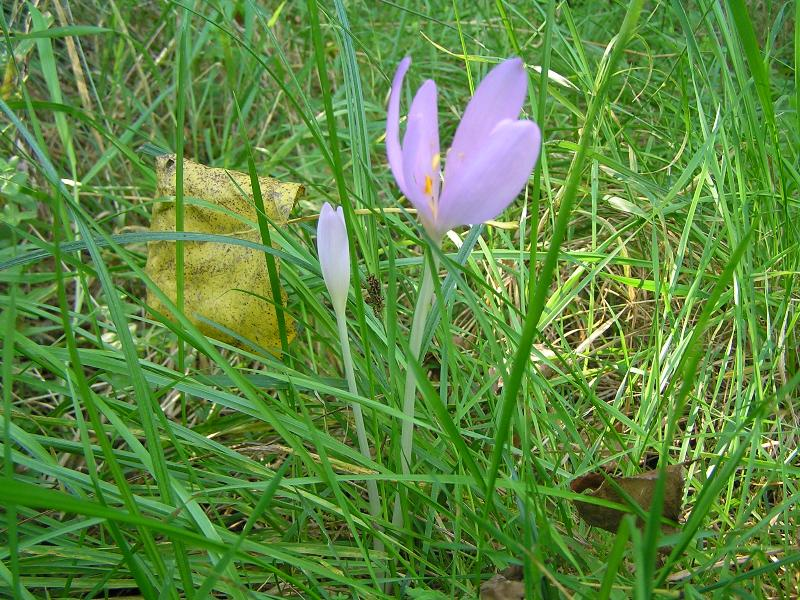
Herbstzeitlose (Colchicum autumnale)

Entlang des Boulous erstreckt sich unter der Bezeichnung Réseau hydrographique et coteaux du Boulou aval (Entwässerungsnetz und Hanglagen am talabwärtigen Boulou) ein Schutzgebiet des Typus 1. Unter Schutz stehen der Flusslauf, der Belaygue sowie die anliegenden Wiesen.
Für  dieses Schutzgebiet sind 31 Arten ausschlaggebend, darunter
- die 10 Insektenarten Helm-Azurjungfer (Coenagrion mercuriale), Südlicher Kurzgeschwänzter Bläuling (Cupido alcetas), Quendel-Ameisenbläuling (Phengaris arion), Zweigestreifte Quelljungfer (Cordulegaster boltonii), Großer Feuerfalter (Lycaena dispar), Skabiosen-Scheckenfalter (Euphydryas aurinia), Gemeine Keiljungfer (Gomphus vulgatissimus), Fleckenbindiger Halsbock (Pachytodes erraticus), Große Zangenlibelle (Onychogomphus uncatus) und Kleiner Schillerfalter (Apatura ilia)
- 7 Säugetierarten (davon 4 Fledermausarten), hierunter Kleinfleck-Ginsterkatze (Genetta genetta), Fischotter (Lutra lutra) und Europäischer Nerz (Mustela lutreola) sowie die Fledermäuse Große Hufeisennase (Rhinolophus ferrumequinum), Großer Abendsegler (Nyctalus noctula), Kleine Hufeisennase (Rhinolophus hipposideros) und Bechsteinfledermaus (Myotis bechsteinii)
- die 7 Vogelarten Wasseramsel (Cinclus cinclus), Wanderfalke (Falco peregrinus), Waldohreule (Asio otus), Steinsperling (Petronia petronia), Mittelspecht (Leiopicus medius), Schwarzspecht (Dryocopus martius) und Hohltaube (Columba oenas)
- die 6 Amphibien Gemeine Geburtshelferkröte  (Alytes obstetricans), Grasfrosch (Rana temporaria), Westlicher Schlammtaucher (Pelodytes punctatus), Europäischer Laubfrosch (Hyla arborea), Gelbbauchunke (Bombina variegata) und Marmormolch (Triturus marmoratus)
- die Schildkrötenart Europäische Sumpfschildkröte (Emys orbicularis).

Charakteristisch sind außerdem die beiden Pflanzenarten Herbstzeitlose (Colchicum autumnale) und Schachblume (Fritillaria meleagris).
Daneben werden aber noch weitere zahlreiche Tier- und Pflanzenarten rezensiert, darunter 5 Amphibien, 5 Reptilien, 69 Vogelarten, 307 Insektenarten und 40 Pflanzenarten.

#### Schutzgebiet des Typus 2
Unter dem Titel Vallée et coteaux du Boulou (Tal und Hanglagen des Boulous) besteht ein Schutzgebiet des Typus 2. Es folgt im Wesentlichen dem Schutzgebiet des Typus 1, ist aber etwas ausgedehnter. Dieses Schutzgebiet umfasst praktisch den gesamten Flusslauf des Boulous – von seiner Quelle bis 200 Meter vor seiner Mündung in die Dronne. Es zeichnet sich durch eine außergewöhnliche Vielfalt an Insektenarten aus – insbesondere an Schmetterlingen (Lepidoptera) und Libellen (Odonata).

## Geschichte

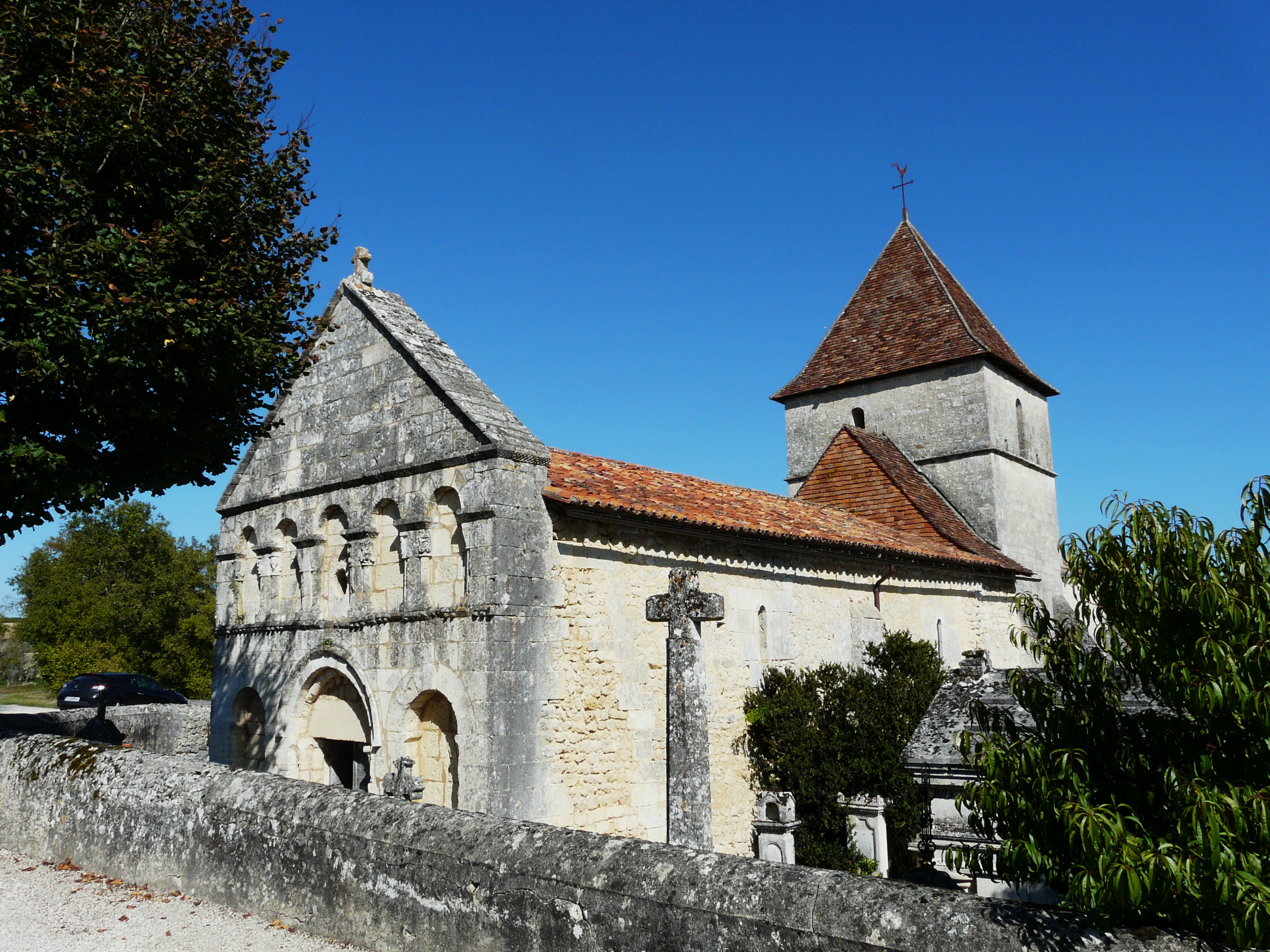
Romanische Kirche von Boulouneix

Die Anwesenheit des Menschen kann in La Gonterie-Boulouneix bis ins Paläolithikum zurückverfolgt werden. So fanden sich im Südwesten bei den Abris von Sendouge (auch Sandougne) und von La Tabaterie Überreste aus dem Moustérien. Während der zweiten Eisenzeit vor zirka 600 bis 500 v. Chr. wurde auf dem Roc Plat 20 bis 30 Meter oberhalb des Abris von Sendouge ein teils befestigtes, 13,5 Hektar großes Oppidum angelegt. Aus der Römerzeit stammen die Überreste eines aus Ziegeln gemauerten Aquädukts im alten Friedhof von Boulouneix. Die romanische Kirche von Boulouneix im Saintonge-Stil geht auf das 12. Jahrhundert zurück. Hier befand sich früher ein von der Abtei in Brantôme abhängiger Mönchskonvent, die kleine Ansiedlung hieß deswegen auch Labayat. Etwa zur selben Zeit hatten die Benediktiner in Belaygue ein Priorat für adlige Nonnen gegründet, von dem heute nur noch die Ruinen zu sehen sind. Die Kirche von La Gonterie stammt aus dem 18. Jahrhundert. Im Jahr 1806 wurde die einstige Gemeinde Belaygue mit Boulouneix zusammengelegt. Der heutige Ortsname besteht seit 1912.
Der Erlass vom 6. November 2018 legte mit Wirkung zum 1. Januar 2019 die Eingliederung von La Gonterie-Boulouneix als Commune déléguée zusammen mit den früheren Gemeinden Brantôme en Périgord, Eyvirat, Cantillac, Saint-Crépin-de-Richemont, Sencenac-Puy-de-Fourches und Valeuil zur neuen Commune nouvelle Brantôme en Périgord fest.

## Bevölkerungsentwicklung
| Bevölkerungsentwicklung | Bevölkerungsentwicklung | Bevölkerungsentwicklung |
| ----------------------- | ----------------------- | ----------------------- |
| Jahr                    | Einwohner               |                         |
| 1962                    | 220                     |                         |
| 1968                    | 222                     |                         |
| 1975                    | 214                     |                         |
| 1982                    | 237                     |                         |
| 1990                    | 195                     |                         |
| 1999                    | 234                     |                         |
| 2005                    | 237                     |                         |
| 2006                    | 240                     |                         |
| 2010                    | 241                     |                         |
| 2011                    | 245                     |                         |
| 2015                    | 248                     |                         |
| 2016                    | 249                     |                         |
| 2019                    | 254                     |                         |

Quelle: INSEE
Nach Beginn der Aufzeichnungen stieg die Einwohnerzahl in der Mitte des 19. Jahrhunderts auf einen Höchststand von 680. In der Folgezeit setzte eine Phase der Stagnation ein, die die Zahl der Einwohner bei kurzen Erholungsphasen bis zu den 1990er Jahren auf 195 Einwohner sinken ließ, bevor eine Phase moderatem Wachstums einsetzte.

## Verwaltung
Bürgermeister in La Gonterie-Boulouneix war seit Februar 2002 der Bauunternehmer Jean-Jacques Lagarde. Er fungierte ab Januar 2019 auch als Bürgermeister der Commune déléguée und wurde in dieser Funktion im Mai 2020 wiedergewählt.

## Sehenswürdigkeiten
- Eisenzeitliches Oppidum Roc Plat aus dem 6. bis 5. Jahrhundert v. Chr.
- Romanische Kirche Saint-Côme-et-Saint-Damien aus dem 12. Jahrhundert von Boulouneix
- Romanisches Priorat Saint-Jean aus dem 12. Jahrhundert von Belaygue (Ruine)
- Kirche von La Gonterie aus dem 18. Jahrhundert
- Chartreuse in La Gonterie, erbaut um 1750
- Chartreuse in La Nègrerie

## Photogalerie

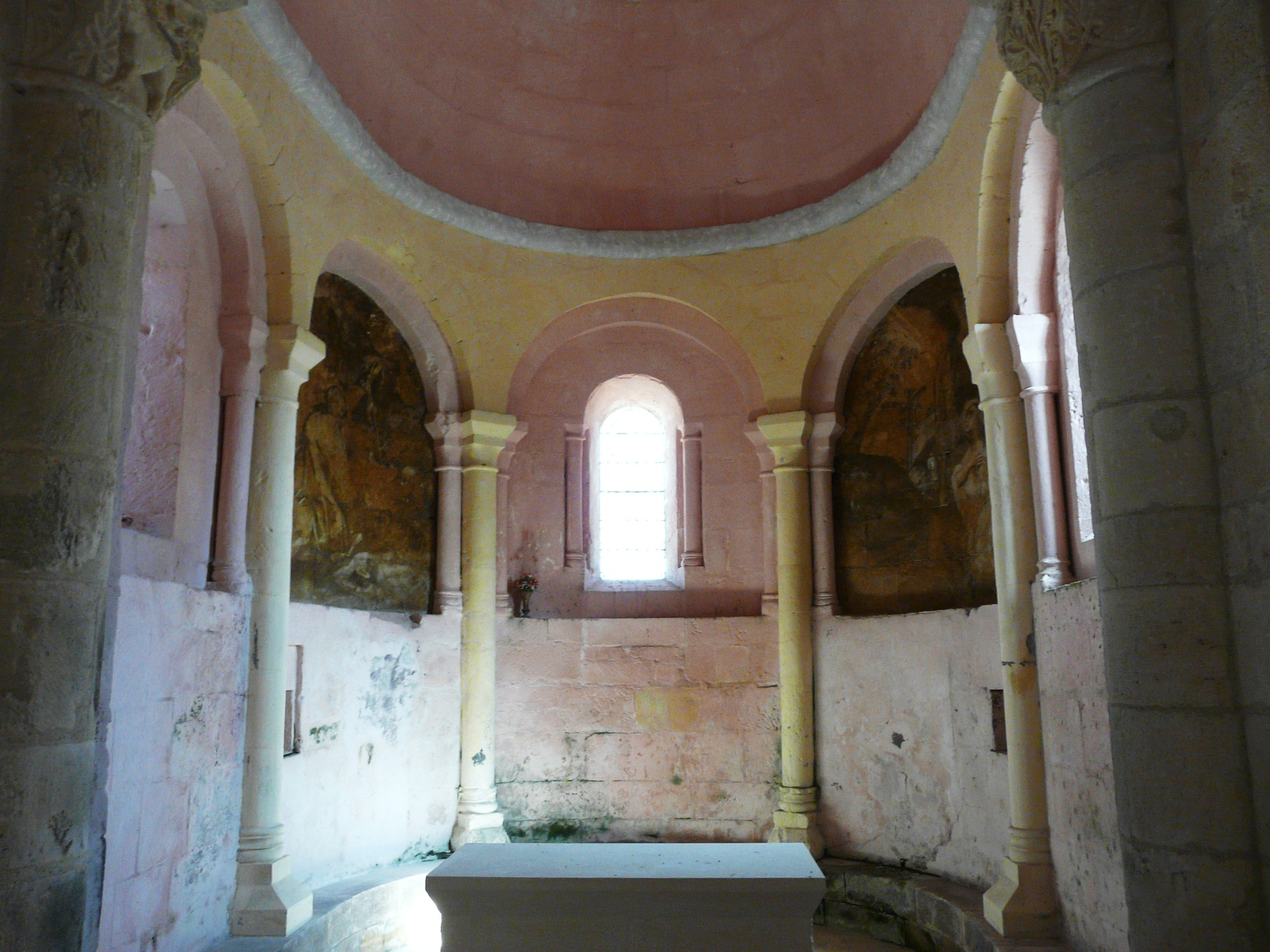
Chorraum von Saint-Côme-et-Saint-Damien in Boulouneix
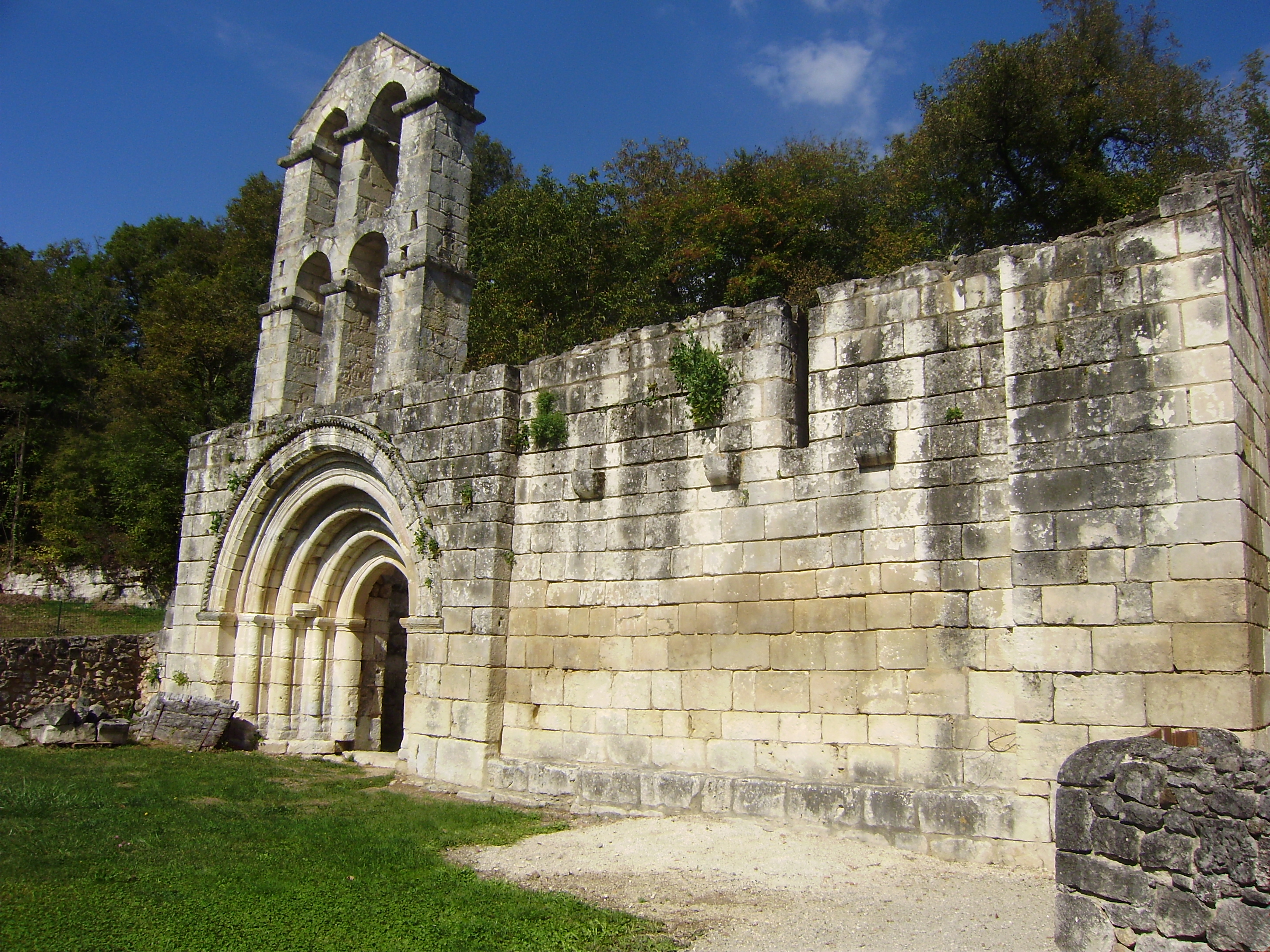
Ruine des Benediktinerpriorats von Belaygue
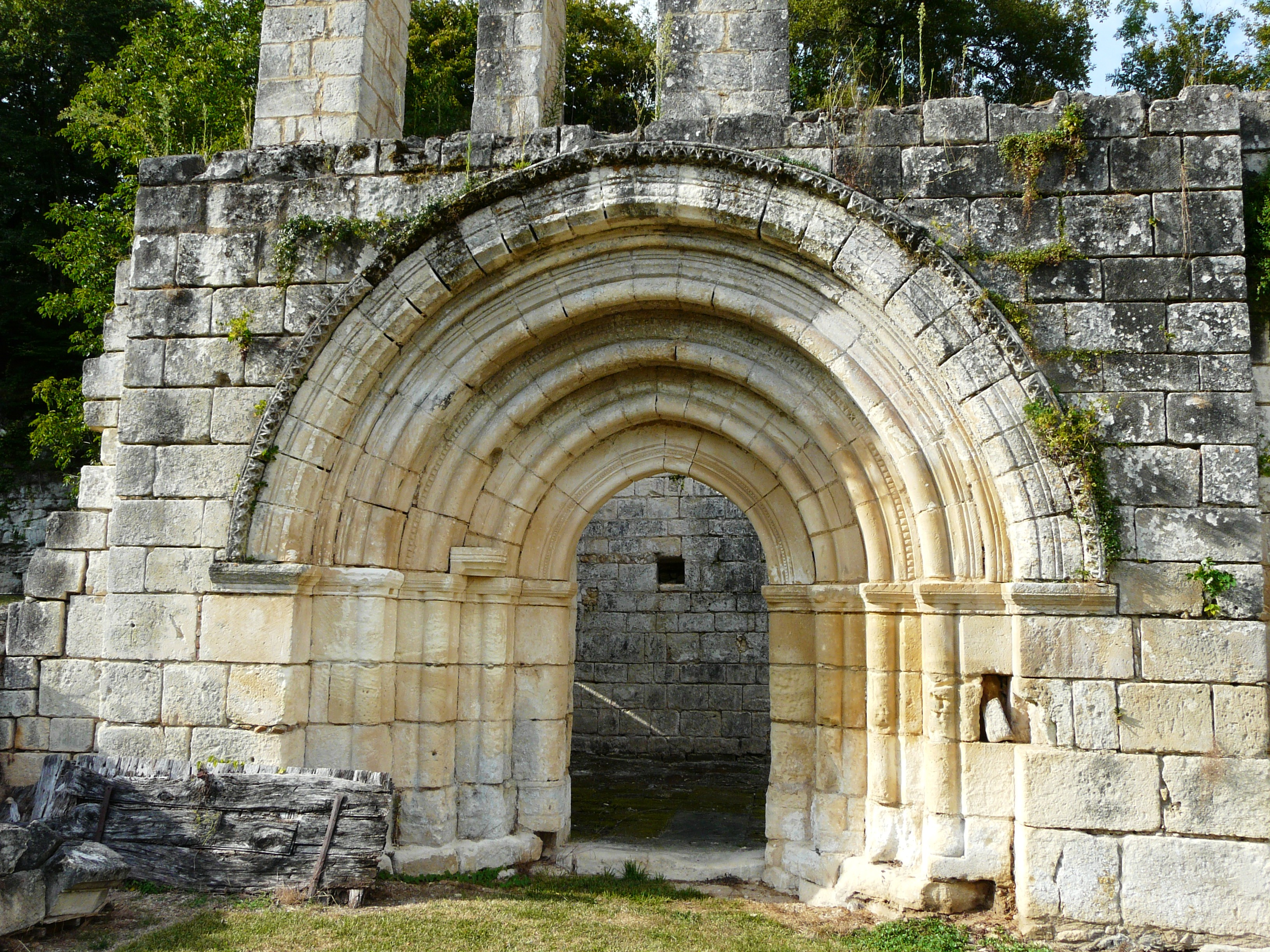
Eingangsportal des Benediktinerpriorats
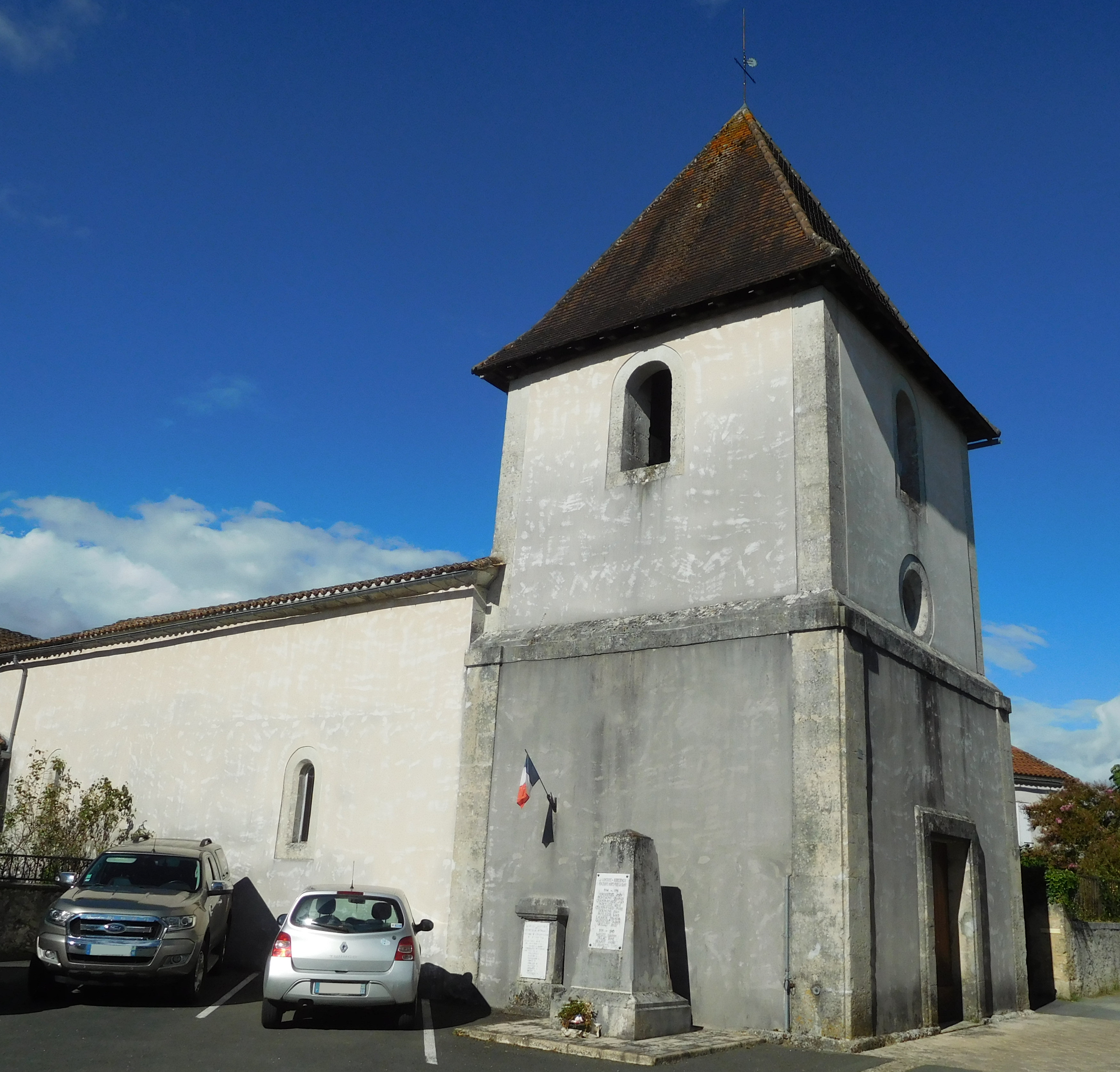
Ortskirche von La Gonterie
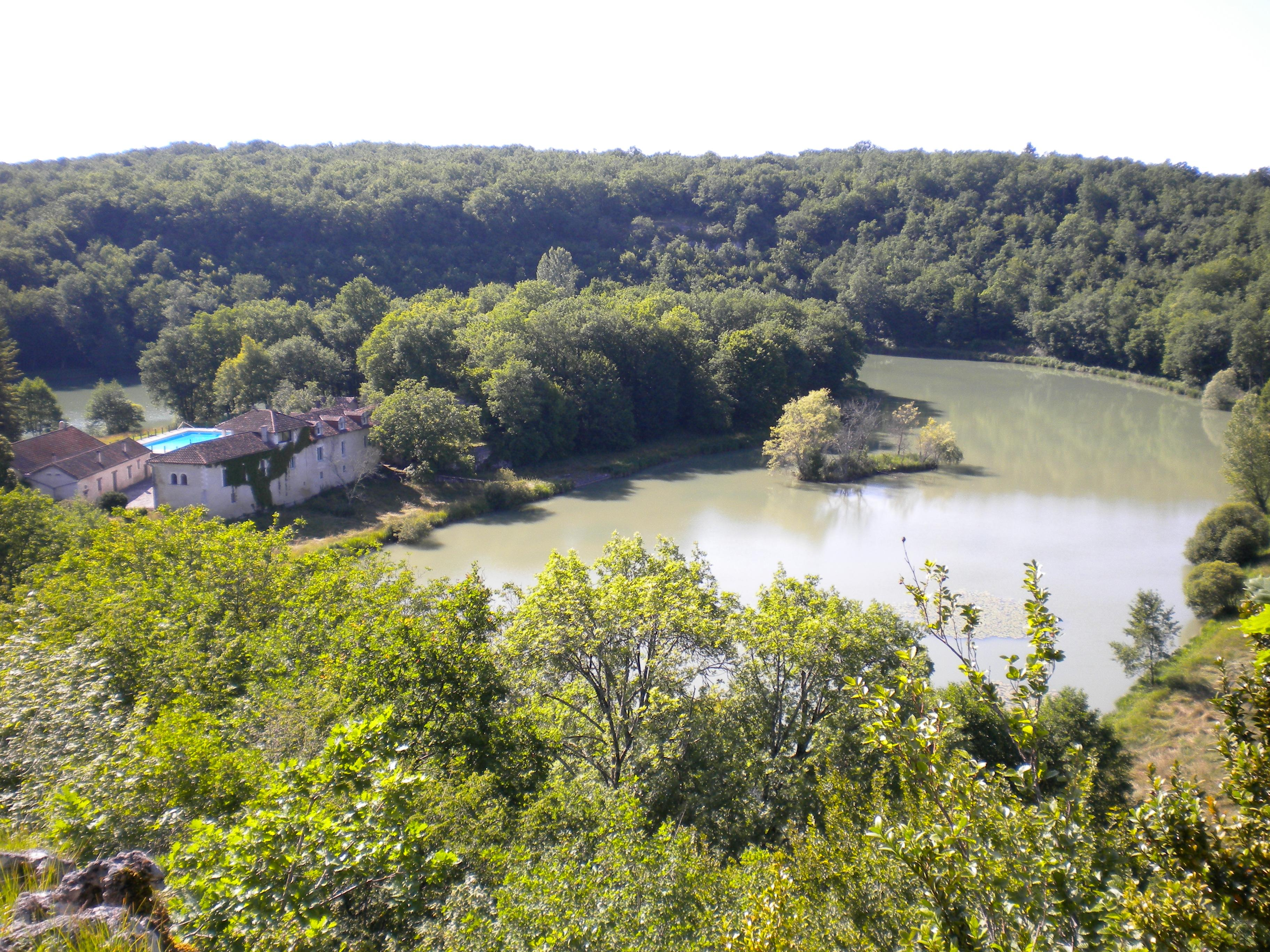
La Tabaterie im Bouloutal
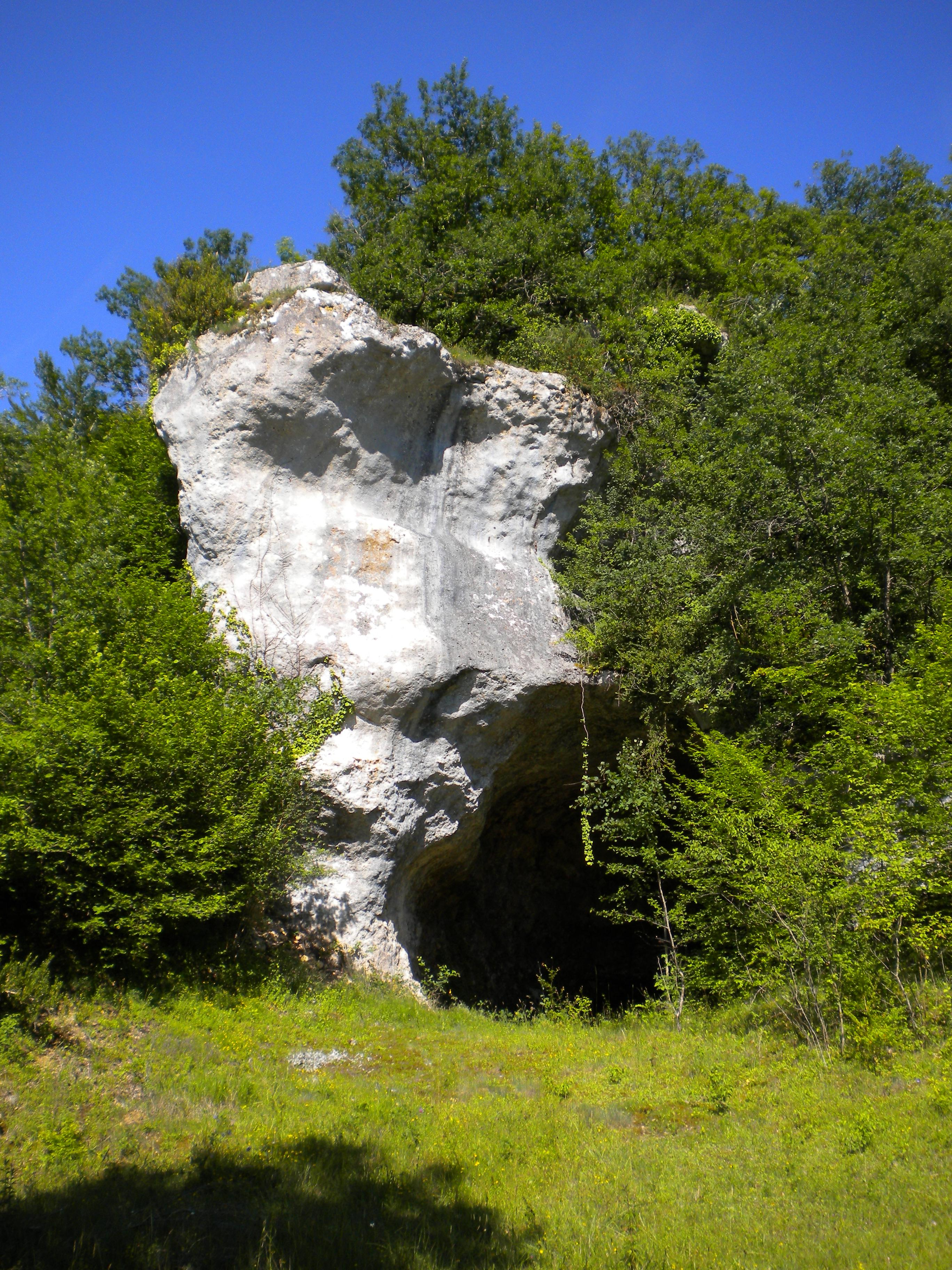
Abri bei La Tabaterie unter einer Steilwand aus Coniacium
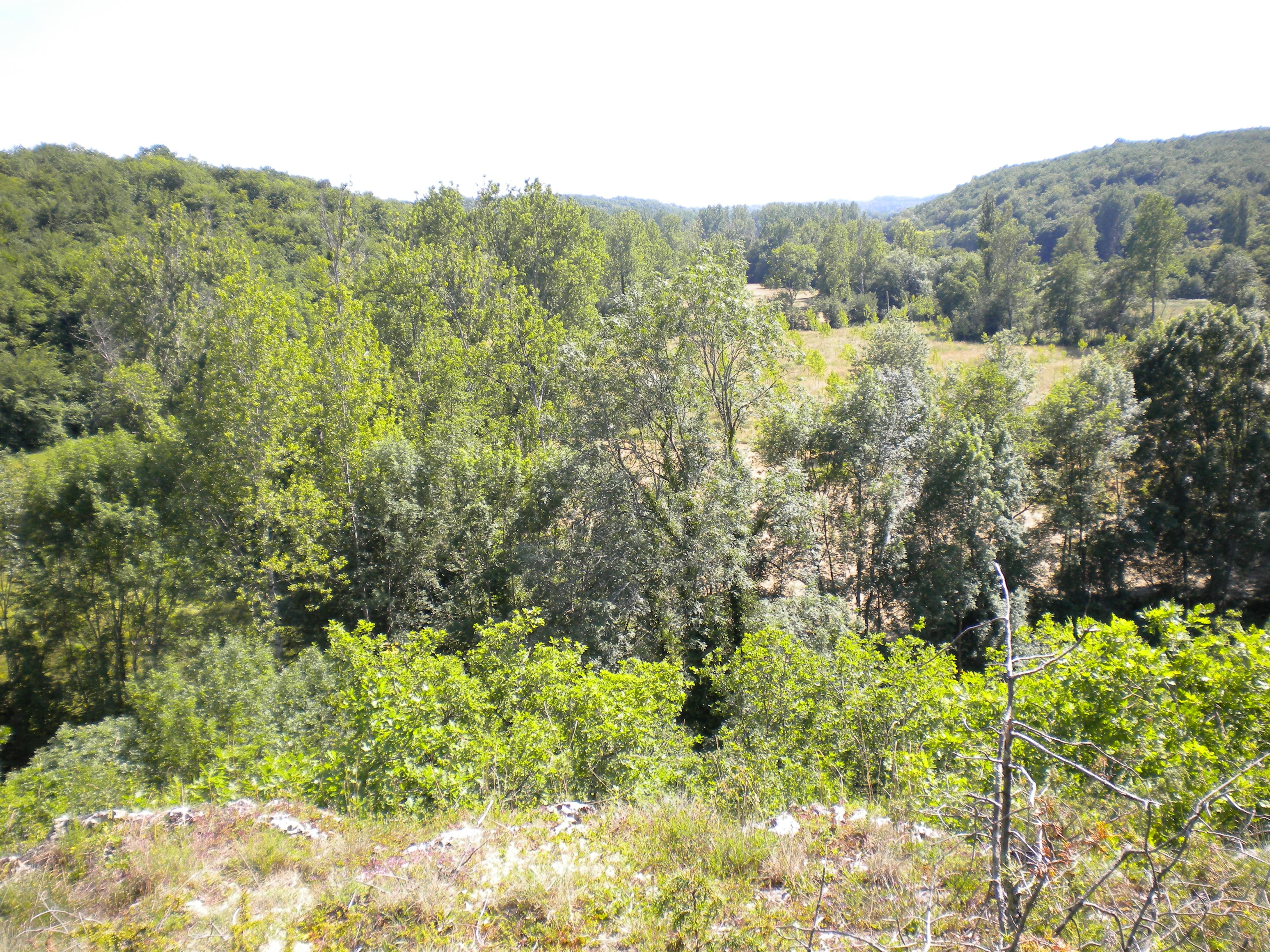
Blick vom Roc Plat ins untere Bouloutal
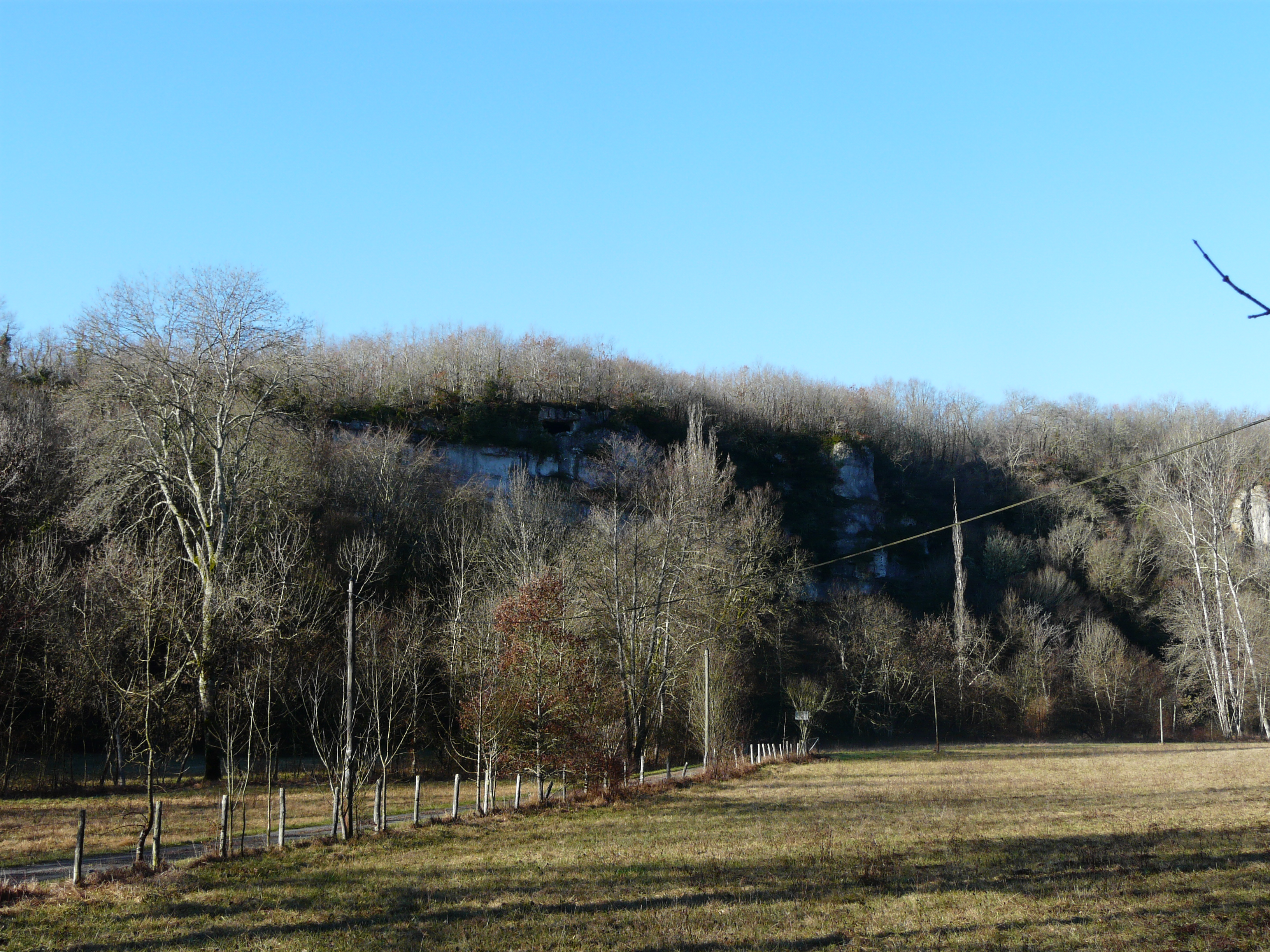
Steilwand im Coniacium südlich von La Tabaterie
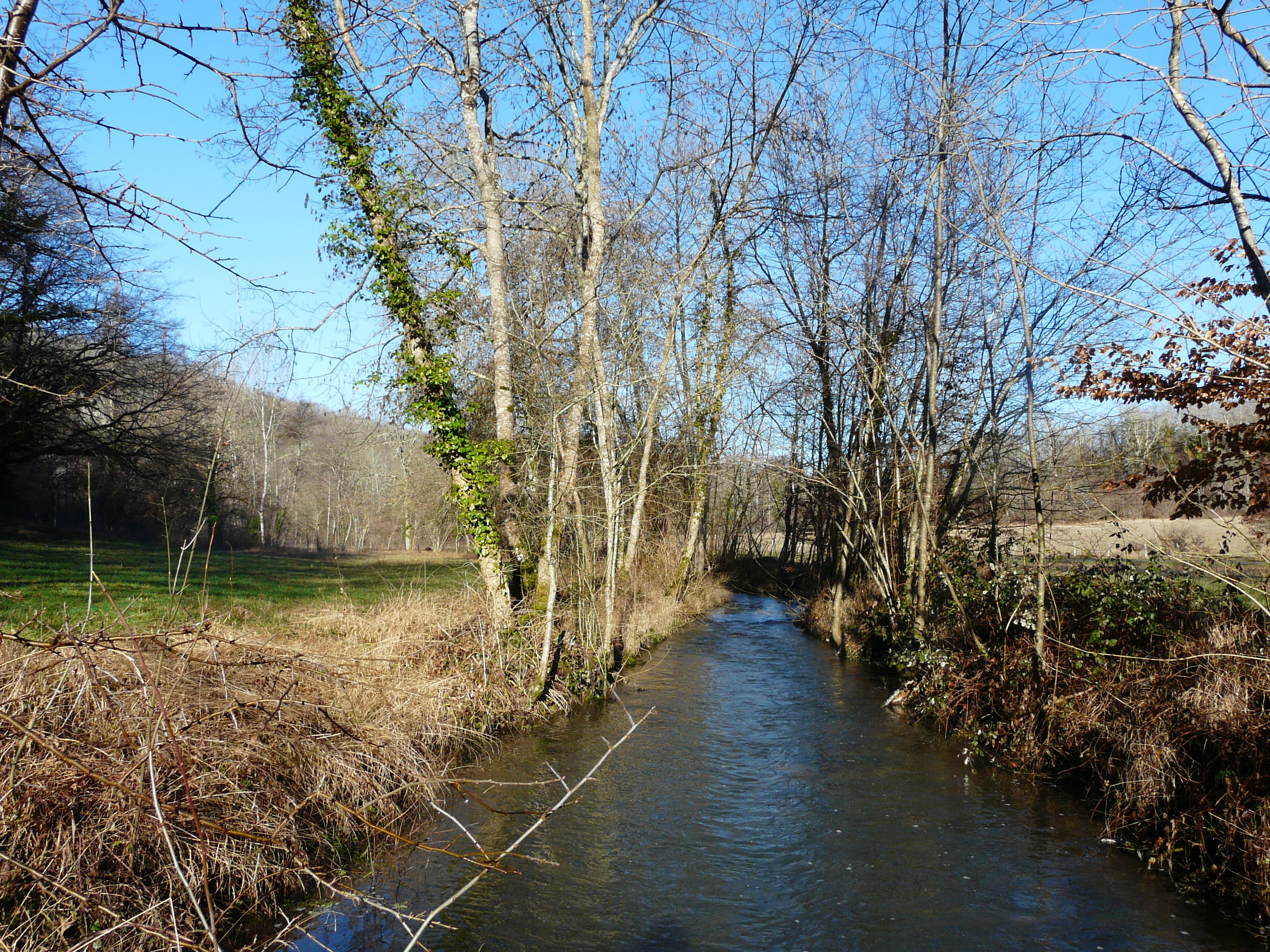
Der Boulou südlich von La Tabaterie, Blick flussaufwärts nach Norden
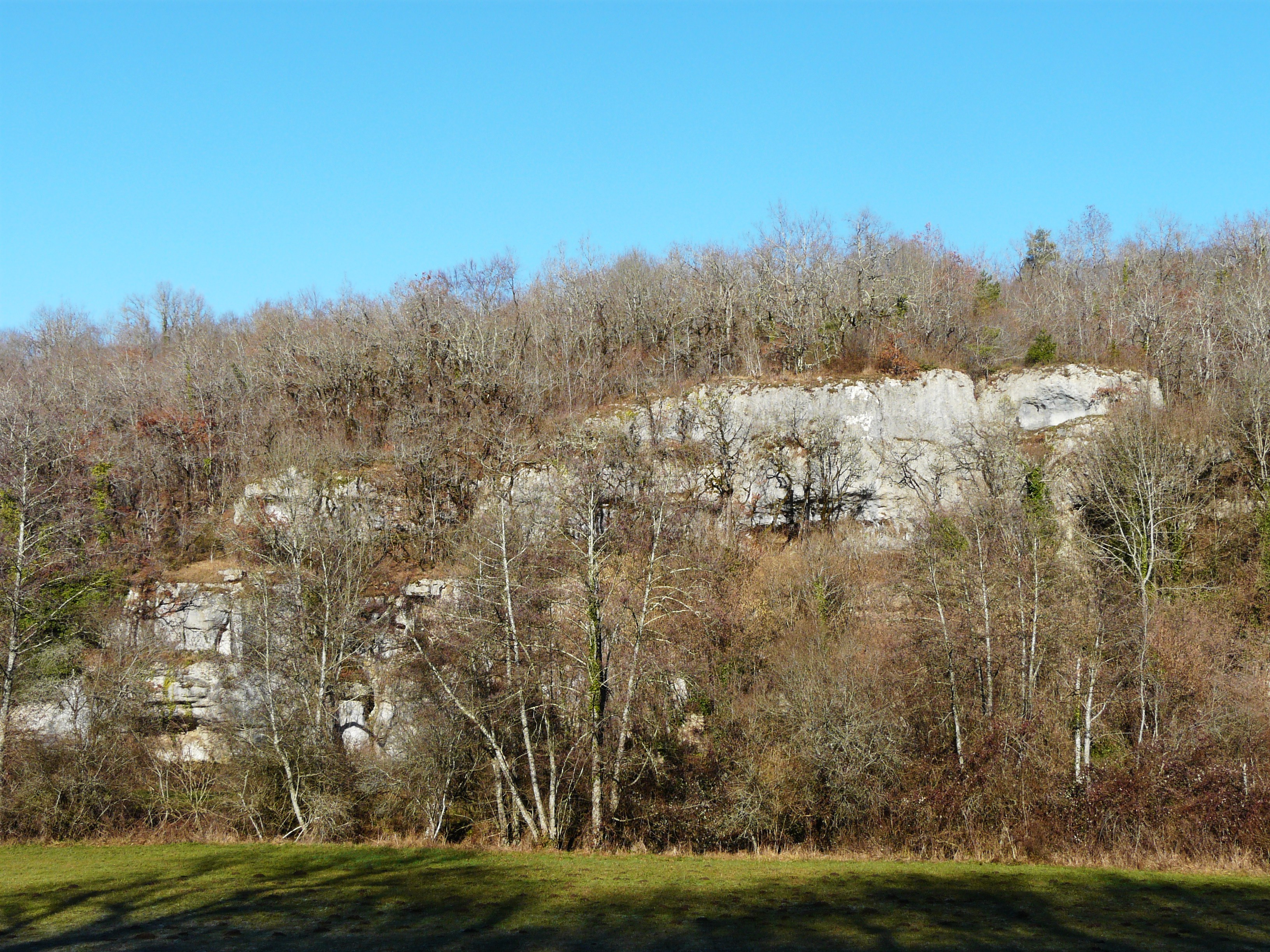
Steilwand im Coniacium am Belaygue bei Le Moulin de Lafaye
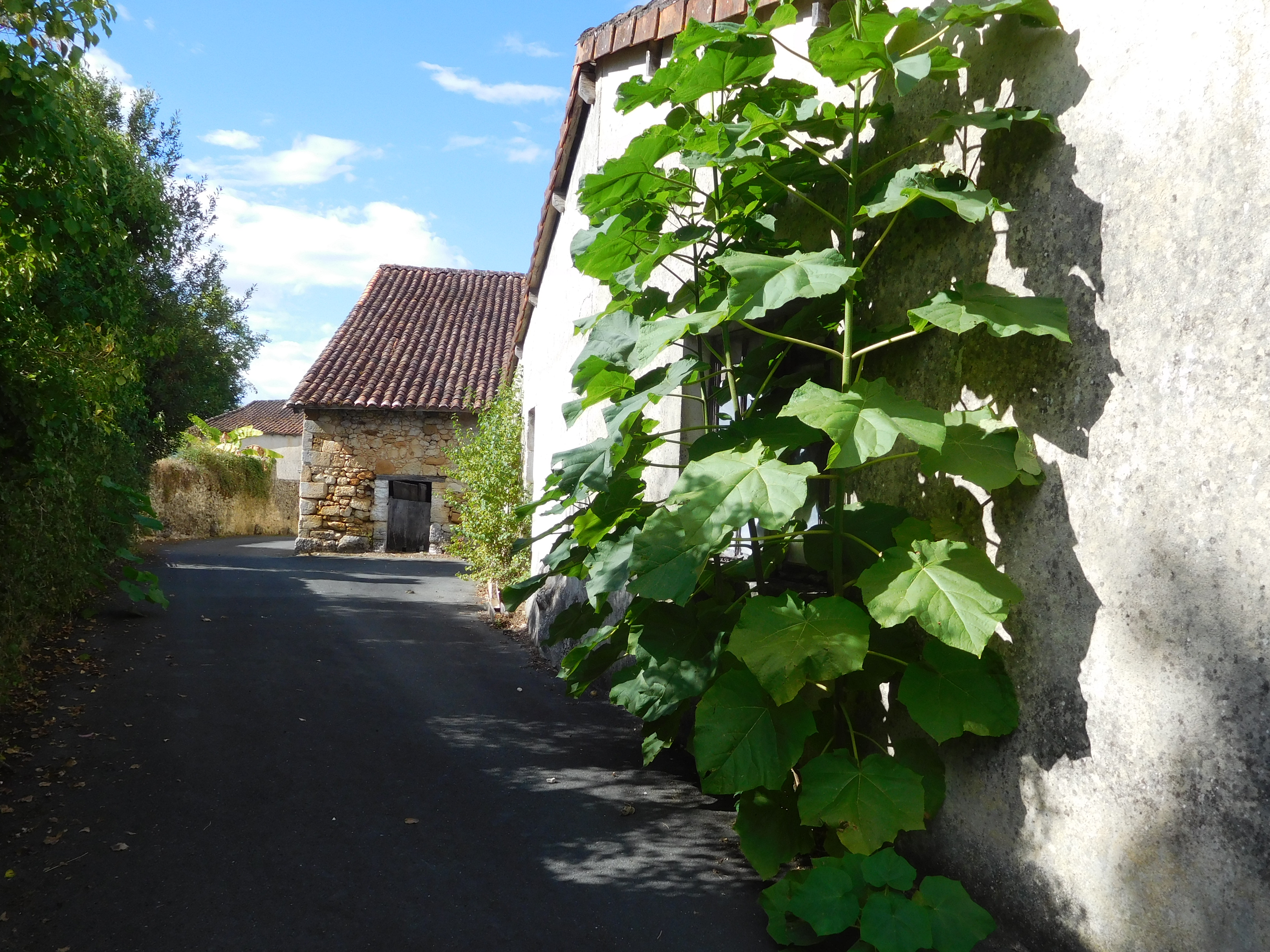
Rue Sans Nom (Namenlose Straße) im Ortskern